# Raf de Gregorio
Raf de Gregorio  (20 de mayo de 1977 en Wellington) es un exfutbolista neozelandés que jugaba como mediocampista.

## Carrera
Debutó en 1997 jugando para el Western Suburbs. En 1998 partió a Europa, buscando suerte en diversos clubes de distintos países. Sin embargo, de Gregorio no pudo asentarse en ninguna escuadra por la que pasó y en 2002 volvió a Nueva Zelanda tras ser contratado por el Football Kingz, que en ese entonces disputaba la National Soccer League australiana. Jugó una sola temporada y regresó al Viejo Continente en 2003 para tener un corto paso por dos clubes finlandeses, el FC Jokerit y el HJK Helsinki. En 2004 fue parte del elenco de la franquicia recién fundada, el Team Wellington, donde jugó hasta 2008, exceptuando un corto paso en 2005 por el HJK Helsinki. En la temporada 2008/09 defendió los colores del YoungHeart Manawatu y al finalizar ésta, decidió dejar tanto el fútbol profesional como el semiprofesional, por lo que juega en el Wellington Olympic, club amateur, desde 2009. En 2017 se retiró.

### Clubes
| Club                   | País          | Año         |
| ---------------------- | ------------- | ----------- |
| Western Suburbs        | Nueva Zelanda | 1997 - 1998 |
| Bohemian Football Club | Irlanda       | 1998        |
| FC Dordrecht           | Países Bajos  | 1998 - 2000 |
| Clyde Football Club    | Escocia       | 2001 - 2002 |
| Football Kingz         | Nueva Zelanda | 2002 - 2003 |
| FC Jokerit             | Finlandia     | 2003        |
| HJK Helsinki           | Finlandia     | 2004        |
| Team Wellington        | Nueva Zelanda | 2004 - 2005 |
| HJK Helsinki           | Finlandia     | 2005        |
| Team Wellington        | Nueva Zelanda | 2005 - 2008 |
| YoungHeart Manawatu    | Nueva Zelanda | 2008 - 2009 |
| Wellington Olympic     | Nueva Zelanda | 2009 - 2017 |

### Selección nacional
Disputó 23 encuentros con los All Whites, en los cuales convirtió 2 tantos. Como mayor logro ostenta el título en la Copa de las Naciones de la OFC 2002 y su participación en la Copa FIFA Confederaciones 2003, donde convirtió el único tanto de Nueva Zelanda en la competición.

## Palmarés

### Western Suburbs
| Título                 | Año  |
| ---------------------- | ---- |
| Central Premier League | 1998 |

### Wellington Olympic
| Título       | Año  |
| ------------ | ---- |
| Copa Chatham | 2009 |

### Nueva Zelanda
| Título                         | Año  |
| ------------------------------ | ---- |
| Copa de las Naciones de la OFC | 2002 |